# HD 168746
HD 168746 (Alasia) – żółty karzeł położony w gwiazdozbiorze Węża. Gwiazda ta oddalona jest od Ziemi o około 136 lat świetlnych. W 2002 roku na orbicie HD 168746 odkryto planetę (HD 168746 b) o masie czterokrotnie mniejszej niż masa Jowisza.

## Nazwa
Oznaczenie HD 168746 pochodzi z katalogu Henry'ego Drapera. W 2019 roku w ramach akcji NameExoWorlds organizowanej przez Międzynarodową Unię Astronomiczną dla gwiazdy HD 168746 wybrano nazwę Alasia. Okrążającą ją planetę HD 168746 b nazwano Onasilos. Wybór nazw dla tego systemu przypadł mieszkańcom Cypru, którego pierwsza historyczna nazwa (używana już w XV wieku p.n.e.) to właśnie Alasia. Planetę HD 168746 b nazwano dla upamiętnienia cypryjskiego lekarza Onasilosa, sygnatariusza jednej z pierwszych legalnie zawartych umów – Tablicy z Idalion.

## Charakterystyka

Gwiazdozbiór Węża, w którym znajduje się HD 168746.

HD 168746 jest gwiazdą typu widmowego G, znaczy to, że świeci żółto-białym światłem, takim jak Słońce. Pod względem masy gwiazda jest nieco lżejsza, natomiast jej promień jest o około 12% większy od słonecznego. HD 168746 jest nieznacznie chłodniejsza od Słońca, temperatura powierzchni wynosi 5610 K.
Obserwowana wielkość gwiazdowa HD 168746 wynosi 7,95m; oznacza to, że gwiazda ta nie jest widoczna gołym okiem, może być jednak obserwowana przez amatorski teleskop. Absolutna wielkość gwiazdowa wynosi 4,78m (dla porównania, dla Słońca ta wartość wynosi 4,83m).

## System planetarny
W 2002 roku w ramach programu Geneva Extrasolar Planet Search astronomowie Obserwatorium Genewskiego odkryli planetę okrążającą HD 168746. Odkrycia dokonano poprzez pomiary prędkości radialnej z wykorzystaniem spektrografu CORALIE. W chwili odkrycia HD 168746 b należała do grupy najlżejszych znanych planet pozasłonecznych, jej masę oszacowano jako 77% masy Saturna. Okres orbitalny planety wynosi 6,4 dnia.